# To the Point
To the Point ist eine Jazz-EP von Devin Gray. Die 2023 in den Jet Studios Brussels entstandenen Aufnahmen erschienen am 7. Juni 2024 auf Rataplan Records.

## Hintergrund
Der Schlagzeuger Devin Gray hat mit seinem neuen Quartett, bestehend aus Robin Verheyen, Bram De Looze und Nicolas Thys, erste Aufnahmen gemacht. Dazu hat er 2023 in einem Studio in Brüssel fünf kurze Tracks mit eigenen, neuen Kompositionen aufgenommen und als EP veröffentlicht.

## Titelliste
- Devin Gray: To the Point (Rataplan Records)

1. To the Point 2:04
2. Unbundle the Bundle 2:55
3. Dialectics 3:36
4. Floating Rooms 2:40
5. Go Zen 2:40

Die Kompositionen stammen von Devin Gray.

## Rezeption

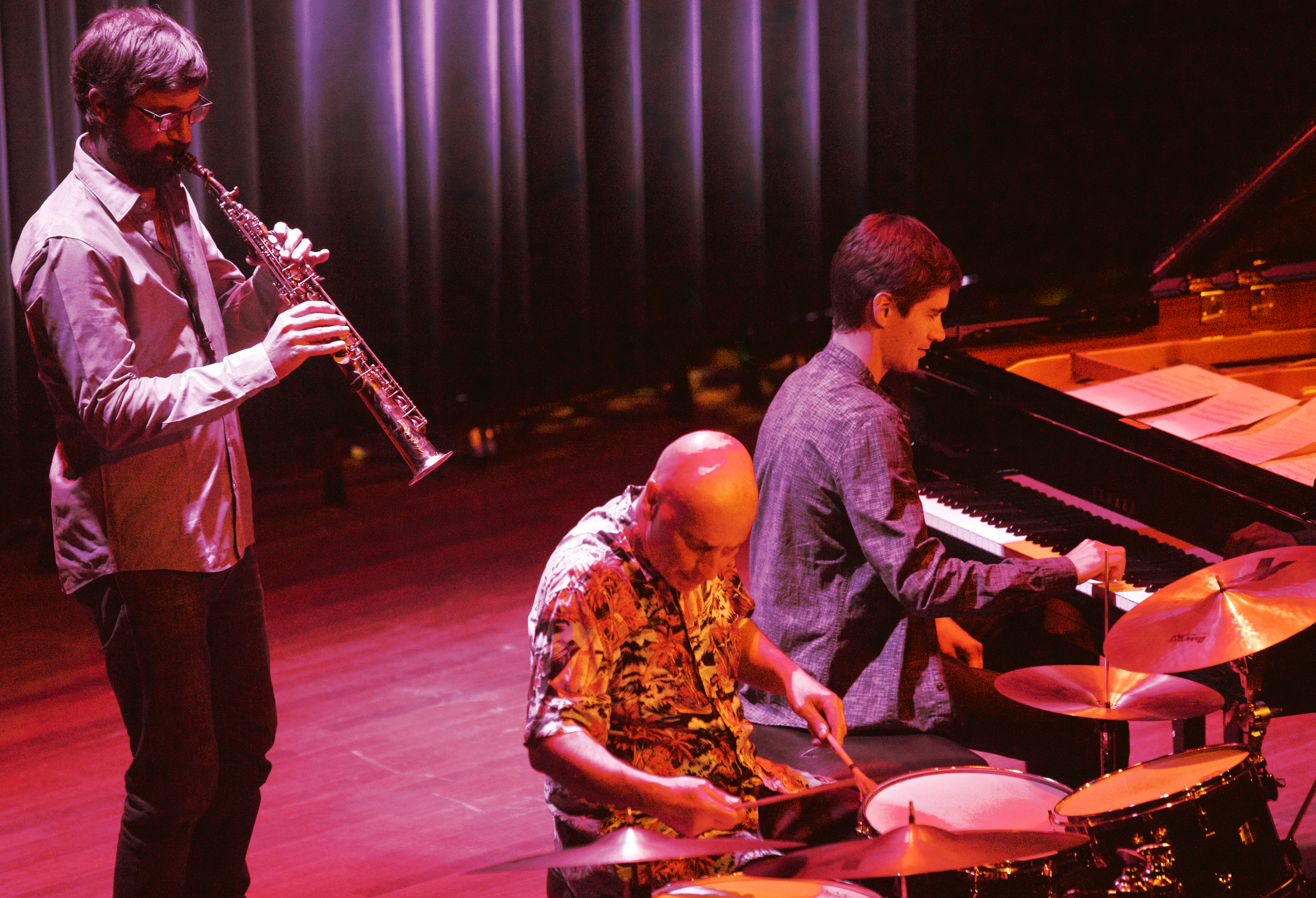
Bram de Looze und Robin Verheyen mit dem Schlagzeuger Joey Baron im Tivoli Vredenburg, Utrecht 2020

Robin Verheyen, Bram De Looze und Nicolas Thys würden mit dem Bandleader einen frischen, panatlantischen Jazz kreieren, der sich durch eine großartige Teamdynamik auszeichne, schrieb S. Victor Aaron in Something Else! Was sofort auffalle, sei Grays eigenwilliger und vielseitiger Kompositionsstil, wie die interessanten Akkorde und das wandernde Rubato von „Go Zen“. „Floating Rooms“ sei ein weiteres frei fließendes Stück, bei dem Verheyen die Seele und De Looze den Mumm mitbringe. „Dialectics“ – die längste Darbietung mit knapp über dreieinhalb Minuten – sei wiederum ein zartes, der ECM-Ästhetik ähnliches Stück, das von Verheyen am Sopransaxophon profitiere. Thys’ kreisförmige Bassfigur gepaart mit Grays Groove untermauere „Unbundle The Bundle“. Das prägnante „To the Point“ runde es mit einer weiteren hypnotischen Bassfigur ab, bei der De Looze und Verheyen interessante harmonische Kontrapunkte böten, manchmal im Unisono-Spiel.
Robin Verheyen, Bram De Looze und Nicolas Thys würden zusammen mit dem Bandleader für einen frischen, panatlantischen Jazz sorgen, der mit einer tollen Teamdynamik aufwarte, schrieb S. Victor Aaron (Something Else!). To the Point offenbare in Grays Projekt ein großes Versprechen: talentierte Europäer, die in der Lage seien, die Vision des Schlagzeugers auf die schmeichelhafteste Art und Weise umzusetzen. Was sofort auffalle, sei der eigenwillige und weitläufige Kompositionsstil von Gray, wie etwa die interessanten Akkorde und das wandernde Rubato von „Go Zen“. „Floating Rooms“ sei ein weiterer „Free-Flower“, bei dem Verheyen die Seele und De Looze den Mut mitbringe.